# CDK2AP2
CDK2AP2 (англ. Cyclin dependent kinase 2 associated protein 2) – білок, який кодується однойменним геном, розташованим у людей на 11-й хромосомі. Довжина поліпептидного ланцюга білка становить 126 амінокислот, а молекулярна маса — 13 101.
| 10         |  | 20         |  | 30         |  | 40         |  | 50         |
| ---------- |  | ---------- |  | ---------- |  | ---------- |  | ---------- |
| MSYKPIAPAP |  | SSTPGSSTPG |  | PGTPVPTGSV |  | PSPSGSVPGA |  | GAPFRPLFND |
| FGPPSMGYVQ |  | AMKPPGAQGS |  | QSTYTDLLSV |  | IEEMGKEIRP |  | TYAGSKSAME |
| RLKRGIIHAR |  | ALVRECLAET |  | ERNART     |  |            |  |            |

A: Аланін

C: Цистеїн

D: Аспарагінова кислота

E: Глутамінова кислота

F: Фенілаланін

G: Гліцин

H: Гістидин

I: Ізолейцин

K: Лізин

L: Лейцин

M: Метіонін

N: Аспарагін

P: Пролін

Q: Глутамін

R: Аргінін

S: Серин

T: Треонін

V: Валін

Кодований геном білок за функцією належить до фосфопротеїнів. 
Локалізований у цитоплазмі, ядрі.